# Бабихинский волок
Бабихинский волок — дорога между деревнями Бабихиной (в настоящее время — урочище) и селом Фоминским.

## Описание
Бабихинский волок, так в XVIII веке называлась дорога между деревней Бабихиной Тобольской губернии, что лежит на реке Сусатка и селом Фоминское Пермской губернии, на реке Тагил, на дороге из Туринска в Верхотурье. Путь длиной в 53 верст, очень лесистый и местами болотистый. 
В 1771 году русский путешественник и академик И. И. Лепехин, описывая местность, отмечал, «что здесь не было ни одного селения», и продолжает: «Лес на этом волоке весьма обширен и простирается верст на пятьдесят в одну сторону от р. Туры, а в другую до Ирбитской дороги. В этом пространном лесу находятся почти все деревья, свойственные северным лесам: сосна, лиственница, пихта, ель, береза, липа, черемуха, рябина, ольха и можжевельник отменной величины; из кустов жимолость, вереск, деревянный зверобой, таволга, дикий перец, товольник, багульник, клоповник, из трав цветошник, скерда, дикий хмель, большой слепокур, разные виды вероники, великорослый золотоголовник, сарана, желтоголов, линнеева трава, чемерица. Из ягод в этом лесу изобилуют черника, голубика, земляника, княженица, брусника, клюква, малина, костяника, морошка». 
Бабихинский волок был тяжел для передвижения, но был обустроен «кормовищами» (местами для стоянки и кормления лошадей).

## История
В XVIII—XIX веках Верхотурский тракт называли продолжением Бабиновской дороги. Продвижение по нему во время весеннего половодья было затруднено, поэтому от села Фоминского до села Благовещенское Туринского уезда, через деревни Бабихина и Кондрахина, и был проложен Бабихинский волок. 
Впоследствии Бабихинский волок пришел в запустение и в 1870-е годы на этой заросшей лесной дороге монах Адриан Медведев основал на высоком берегу реки Кыртомка мужской Крестовоздвиженский монастырь. В этом обители находили пристанище на ночлег многочисленные паломники, шедшие поклониться мощам святого Симеона Верхотурского. Другое название Бабихинский волок получил как «игуменская дорога». По дороге встречались вековые сосны, на которых были затесы в виде православных крестов, а ниже по течению от монастыря на берегу речки Кыртомка стояла деревянная часовня. 
В настоящее время осталась лишь часть старого Верхотурского тракта, от деревни Сидорова до поселка Санкино, а весь Бабихинский волок под силу преодолеть только туристам-экстремалам.